# Saison 3 de Bienvenue chez les Loud
Chronologie
Saison 2 Saison 4
Cet article présente les épisodes de la troisième saison de la série télévisée d'animation américaine Bienvenue chez les Loud diffusée du 19 janvier 2018 au 7 mars 2019 sur Nickelodeon.
En France, la troisième saison est diffusée du 5 mai 2018 au 25 mai 2019 sur Nickelodeon France et rediffusée du 25 novembre au 31 décembre 2019 sur Gulli.

## Production

### Développement
Le 19 octobre 2016, une troisième saison de la série américaine Bienvenue chez les Loud, composée de 26 épisodes est confirmée par Nickelodeon.

### Diffusion
- États-Unis : du 19 janvier 2018 au 25 mai 2019 sur Nickelodeon.
- France :
  - Du 5 mai 2018 au 25 mai 2019 sur Nickelodeon France.
  - Du 25 novembre 2019 au 31 décembre 2019 sur Gulli.

## Épisodes

### Épisode 1:Bonjour les vacances!
- États-Unis : 19 janvier 2018 sur Nickelodeon
- France :
  - 7 juillet 2018 sur Nickelodeon France
  - 25 novembre 2019 sur Gulli

- Matthew Willig : Le prisonnier

### Épisode 2:Première Impression
- États-Unis : 2 février 2018 sur Nickelodeon
 France :
  - 6 mai 2018 sur Nickelodeon France
  - 25 novembre 2019 sur Gulli

### Épisode 3:Mamounette en folie
- États-Unis : 2 février 2018 sur Nickelodeon
- France :
  - 6 mai 2018 sur Nickelodeon France
  - 25 novembre 2019 sur Gulli

- Fred Willard : Albert

### Épisode 4:Rock'N'Reves
- États-Unis : 19 janvier 2018 sur Nickelodeon
- France :
  - 5 mai 2018 sur Nickelodeon France
  - 26 novembre 2019 sur Gulli

### Épisode 5:La Guerre des Bouchées
- États-Unis : 19 janvier 2018 sur Nickelodeon
- France :
  - 5 mai 2018 sur Nickelodeon France
  - 26 novembre 2019 sur Gulli

- Bill Mumy

### Épisode 6:La Reine des Likes
- États-Unis : 26 janvier 2018 sur Nickelodeon
- France :
  - 5 mai 2018 sur Nickelodeon France
  - 26 novembre 2019 sur Gulli

### Épisode 7:Rien ne vaut l'école à la maison
- États-Unis : 26 janvier 2018 sur Nickelodeon
- France :
  - 5 mai 2018 sur Nickelodeon France
  - 26 novembre 2019 sur Gulli

### Épisode 8:Les Citadins
- États-Unis : 9 février 2018 sur Nickelodeon
- France :
  - 7 mai 2018 sur Nickelodeon France
  - 27 novembre 2019 sur Gulli

### Épisode 9:Double Piège
- États-Unis : 9 février 2018 sur Nickelodeon
- France :
  - 5 mai 2018 sur Nickelodeon France
  - 27 novembre 2019 sur Gulli

### Épisode 10:Droit au panier
- États-Unis : 9 mars 2018 sur Nickelodeon
- France :
  - 29 septembre 2018 sur Nickelodeon France
  - 27 novembre 2019 sur Gulli

### Épisode 11:Une deuxième salle de bain
- États-Unis : 16 mars 2018 sur Nickelodeon
- France :
  - 29 septembre 2018 sur Nickelodeon France
  - 27 novembre 2019 sur Gulli

### Épisode 12:Pas facile d'être fan
- États-Unis : 30 mars 2018 sur Nickelodeon
- France :
  - 29 septembre 2018 sur Nickelodeon France
  - 28 novembre 2019 sur Gulli

- Jack Griffo

### Épisode 13:Délit de parentalité
- États-Unis : 30 mars 2018 sur Nickelodeon
- France :
  - 29 septembre 2018 sur Nickelodeon France
  - 28 novembre 2019 sur Gulli

### Épisode 14:Les profs ont le béguin
- États-Unis : 13 avril 2018 sur Nickelodeon
- France :
  - 6 octobre 2018 sur Nickelodeon France
  - 28 novembre 2019 sur Gulli

### Épisode 15:Les démons de la poésie
- États-Unis : 4 juin 2018 sur Nickelodeon
- France :
  - 6 octobre 2018 sur Nickelodeon France
  - 28 novembre 2019 sur Gulli

### Épisode 16:La folle savante
- États-Unis : 5 juin 2018 sur Nickelodeon
- France :
  - 6 octobre 2018 sur Nickelodeon France
  - 29 novembre 2019 sur Gulli

### Épisode 17:Communication rompue
- États-Unis : 20 septembre 2018 sur Nickelodeon[N 1]
- France :
  - 6 octobre 2018 sur Nickelodeon France
  - 29 novembre 2019 sur Gulli

### Épisode 18:Je passe mon tour
- États-Unis : 6 juin 2018 sur Nickelodeon
- France :
  - 13 octobre 2018 sur Nickelodeon France
  - 29 novembre 2019 sur Gulli

### Épisode 19:L'invitation
- États-Unis : 7 juin 2018 sur Nickelodeon
- France :
  - 13 octobre 2018 sur Nickelodeon France
  - 30 novembre 2019 sur Gulli

### Épisode 20:La campagne, ça vous gagne
- États-Unis : 26 juin 2018 sur Nickelodeon
- France :
  - 13 octobre 2018 sur Nickelodeon France
  - 30 novembre 2019 sur Gulli

### Épisode 21:Super shoppeuse
- États-Unis : 26 juin 2018 sur Nickelodeon
- France :
  - 13 octobre 2018 sur Nickelodeon France
  - 30 novembre 2019 sur Gulli

### Épisode 22:Un concours régional
- États-Unis : 1er août 2018 sur Nickelodeon
- France :
  - 5 janvier 2019 sur Nickelodeon France
  - 30 novembre 2019 sur Gulli

### Épisode 23:Dada
- États-Unis : 30 juillet 2018 sur Nickelodeon
- France :
  - 5 janvier 2019 sur Nickelodeon France
  - 30 novembre 2019 sur Gulli

### Épisode 24:Qui perd gagne au change
- États-Unis : 28 juin 2018 sur Nickelodeon
- France :
  - 5 janvier 2019 sur Nickelodeon France
  - 30 novembre 2019 sur Gulli

### Épisode 25:Lincoln fait feu de tout bois
- États-Unis : 27 juin 2018 sur Nickelodeon
- France :
  - 5 janvier 2019 sur Nickelodeon France
  - 1er décembre 2019 sur Gulli

### Épisode 26:La balance de la justice
États-Unis : 20 juillet 2018 sur Nickelodeon
- France :
  - 12 janvier 2019 sur Nickelodeon France
  - 1er décembre 2019 sur Gulli

### Épisode 27:Vol en série
- États-Unis : 31 juillet 2018 sur Nickelodeon
- France :
  - 12 janvier 2019 sur Nickelodeon France
  - 9 décembre 2019 sur Gulli

### Épisode 28:Présence d’absence
- États-Unis : 31 juillet 2018 sur Nickelodeon
- France :
  - 12 janvier 2019 sur Nickelodeon France
  - 18 décembre 2019 sur Gulli

### Épisode 29:L’élu de Stella
- États-Unis : 2 août 2018 sur Nickelodeon
- France :
  - 12 janvier 2019 sur Nickelodeon France
  - 19 décembre 2019 sur Gulli

### Épisode 30:Combat de babysitteurs
- États-Unis : 18 septembre 2018 sur Nickelodeon
- France :
  - 19 janvier 2019 sur Nickelodeon France
  - 20 décembre 2019 sur Gulli

### Épisode 31:Les espions qui m'aimaient trop
- États-Unis : 19 septembre 2018 sur Nickelodeon
- France :
  - 19 janvier 2019 sur Nickelodeon France
  - 16 décembre 2019 sur Gulli

### Épisode 32:Tube en puissance
- États-Unis : 23 novembre 2018 sur Nickelodeon
- France :
  - 26 janvier 2019 sur Nickelodeon France
  - 13 décembre 2019 sur Gulli

- Tova Litvin

### Épisode 34:Prêter n'est pas jouer
États-Unis : 17 septembre 2018 sur Nickelodeon
- France :
  - 19 janvier 2019 sur Nickelodeon France
  - 10 décembre 2019 sur Gulli

### Épisode 35:Tout le monde aime Leni
- États-Unis : 9 octobre 2018 sur Nickelodeon
- France :
  - 26 janvier 2019 sur Nickelodeon France
  - 11 décembre 2019 sur Gulli

### Épisode 36:Collégiens
États-Unis : 10 octobre 2018 sur Nickelodeon
- France :
  - 26 janvier 2019 sur Nickelodeon France
  - 12 décembre 2019 sur Gulli

### Épisode 37:La maison hantée
- États-Unis : 11 octobre 2018 sur Nickelodeon
- France :
  - 4 mai 2019 sur Nickelodeon France
  - 13 décembre 2019 sur Gulli

### Épisode 38:Un thé hanté
- États-Unis : 12 octobre 2018 sur Nickelodeon
- France :
  - 4 mai 2019 sur Nickelodeon France
  - 31 décembre 2019 sur Gulli

### Épisode 39:Thanksgiving
- États-Unis : 12 novembre 2018 sur Nickelodeon
- France :
  - 4 mai 2019 sur Nickelodeon France
  - 14 décembre 2019 sur Gulli

### Épisode 40:Devenir imprévisible
- États-Unis : 4 février 2019 sur Nickelodeon[N 2]
- France :
  - 11 mai 2019 sur Nickelodeon France
  - 7 décembre 2019 sur Gulli

### Épisode 41:Guidée par l'ambition
- États-Unis : 5 février 2019 sur Nickelodeon[N 2]
- France :
  - 11 mai 2019 sur Nickelodeon France
  - 7 décembre 2019 sur Gulli

- Jane Lynch : l'entraîneur Hutch

### Épisode 42:Le préféré
- États-Unis : 6 février 2019 sur Nickelodeon
- France :
  - 11 mai 2019 sur Nickelodeon France
  - 7 décembre 2019 sur Gulli

### Épisode 43:Star aujourd'hui, inconnu demain
- États-Unis : 7 février 2019 sur Nickelodeon
- France :
  - 11 mai 2019 sur Nickelodeon France
  - 9 décembre 2019 sur Gulli

### Épisode 44:Le club d'écriture
- États-Unis : 4 mars 2019 sur Nickelodeon
- France :
  - 18 mai 2019 sur Nickelodeon France
  - 10 décembre 2019 sur Gulli

### Épisode 45:La course du cœur
- États-Unis : 5 mars 2019 sur Nickelodeon
- France :
  - 18 mai 2019 sur Nickelodeon France
  - 10 décembre 2019 sur Gulli

- Yvette Nicole Brown : Le Maire Davis

### Épisode 46:Dilemme théâtral
- États-Unis : 6 mars 2019 sur Nickelodeon
- France :
  - 18 mai 2019 sur Nickelodeon France
  - 13 décembre 2019 sur Gulli

### Épisode 47:Les antiquités
- États-Unis : 7 mars 2019 sur Nickelodeon
- France :
  - 18 mai 2019 sur Nickelodeon France
  - 13 décembre 2019 sur Gulli

### Épisode 48:Le restaurant de papa
- États-Unis : 18 février 2019 sur Nickelodeon
- France :
  - 25 mai 2019 sur Nickelodeon France
  - 9 décembre 2019 sur Gulli